# Salvia subg. Rosmarinus
Salvia subg. Rosmarinus es un subgénero de Salvia de plantas herbáceas, llamadas comúnmente romeros, perteneciente a la familia Lamiaceae. Es nativo de la región del Mediterráneo. Hasta 2017 era considerado un género independiente.

## Descripción
Son hierbas arbustivas o subarbustivas ramificadas, aromáticas y perennes, extendidas por los distintos ámbitos mediterráneos. Las hojas de las especies de este subgénero, pueden medir de entre 5 y 35 mm de longitud y menos de 2 mm de ancho, poseen tallos densos que tienden a crecer desde los 25 cm de altura hasta 2 m. Las flores pueden medir entre unos 4 y unos 7 mm de largo. Estas plantas prosperan mejor en terrenos yesíferos (gipsofilia).

## Distribución y hábitat
El área de distribución nativa de este subgénero se extiende desde el noroeste de África hasta el sur de España. Crece predominantemente en biomas templados y subtropicales.

## Taxonomía
Fue descrito inicialmente como Rosmarinus por Carlos Linneo y publicado en Species Plantarum 1: 23, en 1753, actualmente es tanto un sinónimo como el basónimo de esta; y ulteriormente, sería degradado a subgénero por Jay B. Walker, Bryan T. Drew y Jesús Guadalupe González en Taxon 66(1): 141, en 2017.

#### Etimología
Véase: Salvia
Rosmarinus: nombre antiguo dado al romero, que clásicamente se interpretó como directamente tomado de los vocablos latinos ros (rocío) y marinus, -i, -um (marino); "rocío marino", en referencia a su hábito de crecimiento en zonas costeras, pero es más probable que se derive de los vocablos griegos ῤωπός, ῤώψ (rhopós, rhops); "matorral, arbusto", y μυρίνος, -η, -ον (myrinos, -e, -on); "aromático, perfumado"; "arbusto aromático", que a su vez se origina de μύρον, -ου (myron, -ou); "perfume, esencia", interpretación que encaja mejor con la planta.

## Especies
Comprende 3 especies y 2 híbridos aceptados:
- Salvia granatensis B.T.Drew, 2017
- Salvia jordanii J.B.Walker, 2017
- Salvia rosmarinus Spenn., 1835

#### Híbridos
- Salvia × lavandulacea (de Noé) Roma-Marzio y Galasso, 2019
- Salvia × mendizabalii (Sagredo ex Rosua) Roma-Marzio y Galasso, 2019